# Menarche
Jako menarche (z řeckého μήν, tj. měsíc + αρχή, tj. začátek) je označována první menstruace a prvotní začátek menstruačního cyklu u dívek. Jak ze sociálního, tak z lékařského hlediska, je menarche považována za hlavní událost dívčí puberty, neboť je signálem možnosti plodnosti u dospívající dívky. Věk, kdy dojde k první menstruaci, je ovlivňován několika faktory, a to konkrétně genetikou, prostředím a stravováním a výživou. Průměrný věk menarche během posledního století poklesl a velikost tohoto poklesu a jeho důvody jsou předmětem diskusí.
Průměrný věk menarche ve Spojených státech je 12,5 roku a 13,06 ± 0,1 roku na Islandu. V celosvětovém průměru je věk menarche 12,5 roku a za hraniční intervaly (fyziologické rozmezí) se podle Roba a Martana považuje 10 do 15 let. Pokud nastane před tímto rozmezím, hovoří se o menarche praecox (tj. předčasná menarche), pokud později, hovoří se o primární amenoree.